# Kurowo (przystanek kolejowy w województwie pomorskim)
Kurowo – zlikwidowany przystanek kolejowy w Kurowie na linii kolejowej nr 230 Wejherowo – Garczegorze, w województwie pomorskim. Przystanek został zlikwidowany przed 1945 rokiem.